# 저버나

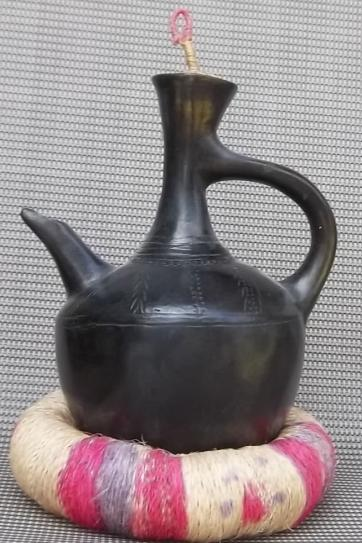
에티오피아의 전통 저버나

저버나(암하라어: ጀበና)는 에티오피아와 에리트레아의 커피 의식에서 사용하는 주전자이다.

## 같이 보기
- 달라
- 제즈베